# Charles Grymes McCawley

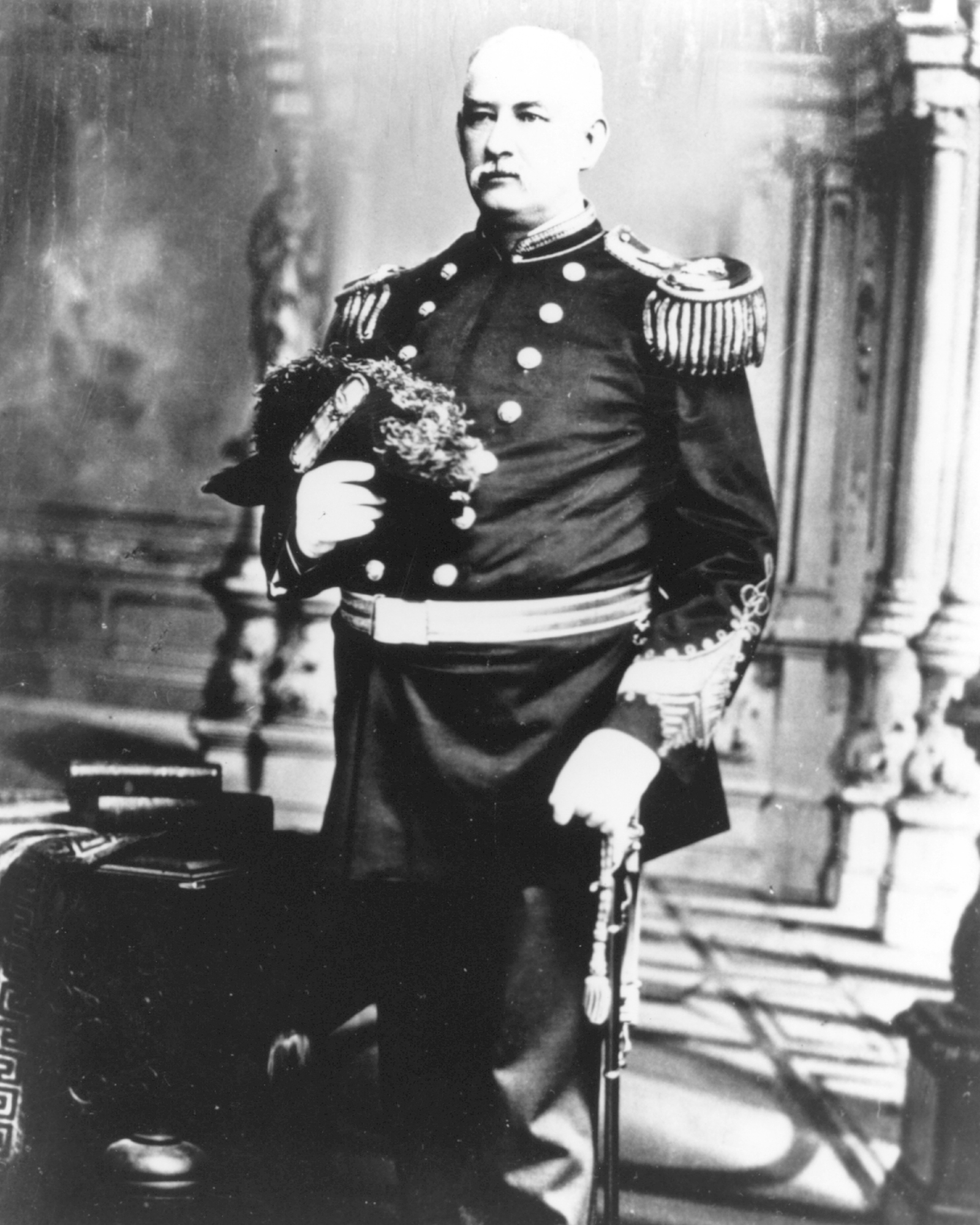
Oberst Charles G. McCawley

Charles Grymes McCawley (* 29. Januar 1827 in Philadelphia, Pennsylvania; † 13. Oktober 1891 ebendort) war der achte Commandant des U.S. Marine Corps und diente im Mexikanisch-Amerikanischen Krieg sowie im amerikanischen Bürgerkrieg.

## Leben und Familie
McCawley wurde am 29. Januar 1827 als Sohn des Marine Corps Hauptmanns James McCawley (1797 bis 1839) und seiner Frau Mary E. (1809 bis 1881) in Philadelphia, Pennsylvania, geboren. 
Am 28. März 1863 heiratete er seine erste Frau Mary Elizabeth, geb. Colegate (1843 bis 1867). Im Mai 1870 heiratete er seine zweite Frau, Elise Alden Henderson.
Er war Mitglied der District of Columbia Gesellschaft der Sons of the Revolution. Im Jahr 1890 wurde er ferner als Veteran Mitglied des Aztec Club of 1847.
McCawley starb am 13. Oktober 1891 in Philadelphia und wurde auf dem Abington Presbyterian Church Cemetery beigesetzt.

## Militärischer Werdegang
McCawley wurde am 3. März 1847 von Präsident James K. Polk zum Leutnant des Marine Corps ernannt (commissioned). Im Mexikanisch-Amerikanischen Krieg (1846 bis 1848) nahm er an der Schlacht von Chapultepec und der Einnahme von Mexiko-Stadt teil. Für die gezeigte Tapferkeit wurde McCawley am 13. September 1847 zum Oberleutnant (ehrenhalber) ernannt. Nach dem Krieg kommandierte er von 1849 bis 1852 die Abteilungen der Marines auf den Fregatten USS Cumberland  und USS Independence im Mittelmeer. Anschließend wurde er bis 1854 in der Philadelphia Navy Yard eingesetzt. Am 2. Januar 1855 wurde er zum ordentlichen Oberleutnant befördert; am 26. Juli 1861 folgte die Beförderung zum Hauptmann. Im Bürgerkrieg war er zunächst an der Einnahme von Port Royal, South Carolina am 7. November 1861 beteiligt. Daraufhin führte er eine Abteilung von 200 Marines, um im Mai 1862 die Norfolk Navy Yard wieder einzunehmen. Anschließend führte er eine Abteilung gegen Fort Wagner, Fort Gregg und Fort Sumter im Hafen von Charleston. Für tapferes und verdienstvolles Verhalten bei diesen Operationen wurde er am 8. September 1863 ehrenhalber zum Major ernannt; die ordentliche Beförderung folgte am 10. Juni 1864.

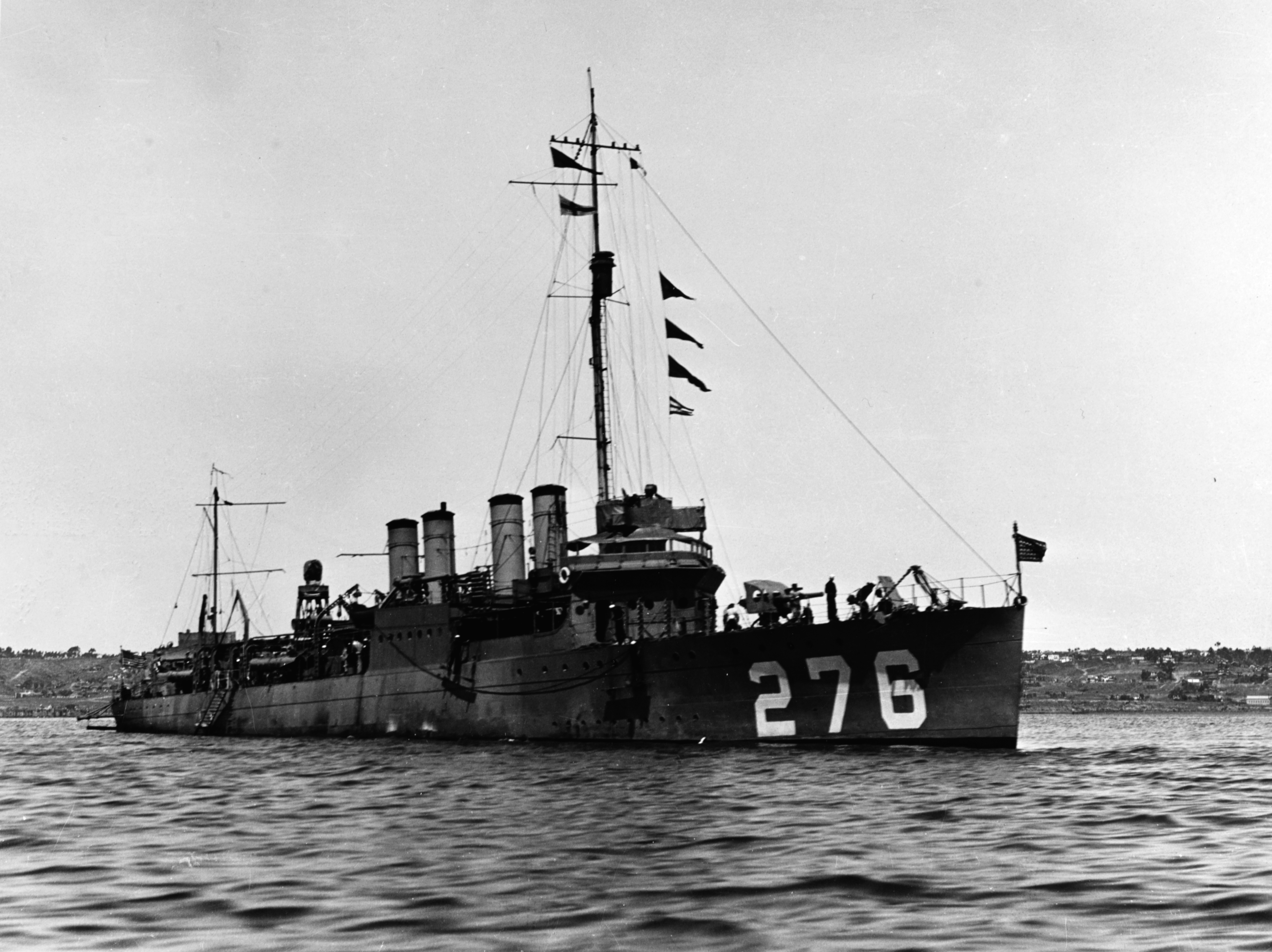
USS McCawley (DD-276) vor Anker (ca. 1920)

Nach dem Krieg wurde er Companion erster Klasse des militärischen Ordens der Loyal Legion of the United States. Am 5. Dezember 1867 erhielt er den Dienstgrad eines Oberstleutnants.

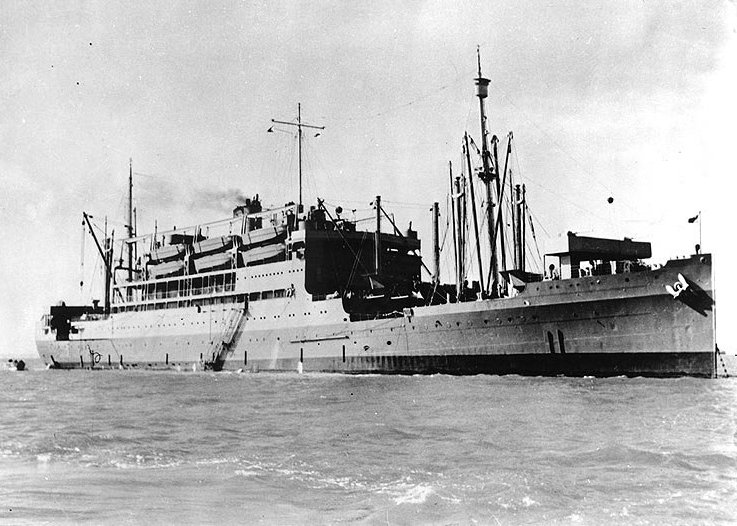
USS McCawley (APA-4)

Am 1. November 1876 wurde er mit dem Dienstgrad eines Obersts zum Commandant des Marine Corps ernannt. Am 29. Januar 1891 trat er wegen gesundheitlicher Probleme in den Ruhestand. Oberst McCawley wählte im Jahr 1883 den Begriff Semper Fidelis, lateinisch für „In Treue fest“, als offizielles Motto des Marine Corps.

## Ehrungen
Zwei Schiffe der U.S. Navy wurden zu seinen Ehren nach McCawley benannt:
- USS McCawley (DD-276), ein Zerstörer der Clemson Klasse (1919 bis 1930) und
- USS McCawley (APA-4), ein Transportschiff (1940 bis 1943).